# Heinrich Fanta

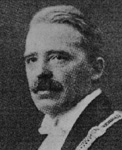
Heinrich Fanta

Heinrich Fanta (* 26. August 1877 in Wien; † 9. Februar 1941 in Brünn) war ein österreichischer Architekt sowie Hochschullehrer und Rektor an der Deutschen Technischen Hochschule Brünn.

## Leben
Heinrich Fanta studierte 1896 bis 1900 an der Technischen Hochschule Wien; er war Schüler von Karl König. Zwischen 1901 und 1903 war er als freischaffender Architekt tätig sowie als Assistent an der Abteilung für Gewerbebauten an der Technischen Hochschule Wien. 1902 wurde er Mitglied des Österreichischen Ingenieur- und Architekten-Vereins.
Von 1904 bis 1914 betrieb er zusammen mit Max Kühn (1877–1944) das gemeinsame Architekturbüro Kühn & Fanta in Reichenberg.
Als Vertreter des Heimatstils entwarfen und bauten sie gemeinsam eine Reihe von Gebäuden in Reichenberg und Umgebung.
Im März 1904 wurde er Lehrer an der Staatsgewerbeschule, der späteren staatlichen Ingenieurschule in Reichenberg, dem späteren Liberec in Nordböhmen und arbeitete mit dem Architekten Max Kühn zusammen. Fanta war ab 1914 zunächst Frontsoldat (Erster Weltkrieg); ab 1916 Bereichsleiter für Bahnprojekte in Fleimstal und Grödner Tal.
Am 13. April 1918 kurz vor Ende der Monarchie Österreich-Ungarn wurde er Professor für Enzyklopädie des Hochbaues, seit 1939 Lehrstuhl für Entwerfen und Gebäudelehre an der Deutschen Technischen Hochschule Brünn. Ab 1924 hatte er ein Architektur-Büro in Reichenberg (Liberec) in der neu entstandenen Tschechoslowakei. Von 1924 bis 1925 und 1931 bis 1933 war er Dekan des Fachbereichs Architektur und Bauingenieurwesen sowie in den Jahren 1925 bis 1926 und 1933 bis 1934 Rektor der Deutschen Technischen Hochschule Brünn. 1926 wurde er Mitglied des Deutsch-Mährischen Kunstvereins, dessen Vorsitz er 1939 übernahm.
Im Herbst 1940 erkrankte er an einer Lungenentzündung, an deren Folgen er starb. Er wurde am 11. Februar 1941 eingeäschert und seine Urne in Brünn beigesetzt.

## Wirken
Er zählte mit den Berufskollegen Vinzenz Baier, Emil Tranquillini und Emil Leo zu der jüngeren Architektengeneration an der Deutschen Technischen Hochschule Brünn. Er versuchte, moderne architektonische Tendenzen mit den regionalen Traditionen in Mähren sowie dem nördlichen und östlichen Böhmen zu verbinden.
Zusammen mit Max Kühn (* 8. Oktober 1877 in Trautenau (Trutnov); † 14. Juni 1944 in Reichenberg) entwarf er die Kapelle und Pfarrkirche in Ruppersdorf bei Reichenberg (1906, 1911), die Jubiläumskirche in Reichenberg,  Bürogebäude u. a. der Handelskammer, Creditanstalt, Riunione Adriatica, Fabrikgebäude, öffentliche Bauten sowie Villen und Wohnbauten für Arbeiter in den Industrieunternehmen. Zu seinen Mitarbeitern zählten Emil Tranquillini (1884–1955) und später auch sein Sohn Friedrich, genannt Fritz Fanta (1906–1988).

## Bauten (Auswahl)

### Bauten (Kühn & Fanta)
- vor 1906: Villa Willy von Klinger in Neustadt an der Tafelfichte (Nové Město pod Smrkem) (mit Max Kühn und H. Aichinger), abgerissen
- um 1906: Gruftkapelle der Familie Johann Etrich in Trautenau (Trutnov), Husitská (mit Max Kühn)
- 1906–1907: Wallfahrtskirche Unserer Lieben Frau „U Obrázku“ (Beim Bilde) in Liberec-Ruprechtice, Horská (mit Max Kühn), unter Denkmalschutz ÚSKP-Nr. 22323/5-4171[7][8]
- 1906: Temporäre Bauten für die Deutschböhmische Ausstellung 1906 in Reichenberg (Pavillon der Brauerei Medinger & Co. und der Brauerei Trautenau sowie Denkmal für Kaiser Joseph II. in Teplitz) (mit Max Kühn)[9]
- 1907/08: Villa und Nebengebäude für den Fabrikanten Felix Czjzek, Edler von Smidaich (1879–1950) in Haindorf (Hejnice), Lázeňská 434–436 (mit Max Kühn), Baumeister: Rudolf Hampel, jetzt Jugendheim, unter regionalem Denkmalschutz Nr. 731207[10]
- 1908–1910: Angestelltenhäuser im Areal von Theodor Liebieg im Josephinental (mit Max Kühn)[11]
- 1908–1911: Gebäudekomplex für die Firma Johann Liebieg & Co. in Liberec-Perštýn, Gebäude der ersten Weberei (Blaupunkt) und zweiten Weberei, Mlýnská 2/Klicperova 1 (mit Max Kühn); später Firma Textilana[12]
- 1908–1910: Kirche und Pfarrhaus St. Antonius von Padua in Liberec-Ruprechtice, Markova 299/4 (mit Max Kühn), unter Denkmalschutz ÚSKP-Nr. 44117/5-5597[13]
- 1910: Umbau des Schlosses Kleinskal für den Fabrikanten Wilhelm von Medinger (1878–1934), Malá Skála Nr. 211 (mit Max Kühn), unter Denkmalschutz ÚSKP-Nr. 34499/5-72
- 1910/11: Villa Emil Tausche in Liberec, Vrbova 861/6 (mit Max Kühn)[14]
- 1909–1911: Kapuzinerhospiz und Jubiläumskirche St. Maria-Magdalena (zum 60-jährigen Regierungsjubiläum von Kaiser Franz Joseph I.) in Liberec-Jeřáb, Jungmannova 333/23 (mit Max Kühn), unter Denkmalschutz ÚSKP-Nr. 41331/5-4154[15]
- 1910: Erweiterung der Werkstätten am Haus Josef Knobloch in Liberec, Železná Nr. 249/12 – Frýdlantská (mit Max Kühn)
- um 1911: Villa von Willy und Alfred Ginzkey, Liberec-Vratislavice nad Nisou (mit Max Kühn)
- 1911–1913: Böhmische Escompte-Bank in Liberec-Jeřáb, 1. máje 79/18 mit Max Kühn (im Gebäude befindet sich heute eine Filiale der ČSOB-Bank)[16]
- um 1912: Verwaltungsgebäude der Kofferfabrik J. Ginzkey in Liberec-Vratislavice nad Nisou, Tanvaldská 345 (mit Max Kühn)
- vor 1914: Siedlung Gartenstadt in Trutnov, Zahradní Město (mit Max Kühn)
- 1912–1914: Gebäude der Bezirksverwaltung (Bezirksamt) in Trutnov, Pražská 169 (mit Max Kühn)

### Spätere Bauten
- 1921: Verwaltungsgebäude der Juta GmbH in Prag, Štěpánská 621/34
- 1922: Umbau der Villa Oberländer in Eipel (Úpice), ul. Dr. A. Hejny 133
- vor 1925: Wohnhäuser für die Mährische Escomptebank in Brünn, Úvoz 490/25 und 492/27 (mit Emil Tranquillini)
- 1925: Verwaltungsgebäude und Turbinenhalle einer Baumwollspinnerei in Hronov (mit Emil Tranquillini)
- 1927/28: Villa von Oskar Novotný in Braunau, Šalounova 127
- 1932: Villa Buxbaum in Úpice, Tyršova 351

### Entwürfe
- 1906: Entwurf zur Kreuzinger-Bibliothek in Eger (Cheb), Obrněné brigády 595/1 (mit Max Kühn)
- vor 1910: Entwurf für eine Galerie in Reichenberg (mit Max Kühn)
- vor 1910: Entwurf für eine Realschule in Kufstein (Tirol) (mit Max Kühn)
- 1914: Entwurf für das Krematorium in Reichenberg (mit Max Kühn)
- 1916: Bahnhofsprojekte: Cavalese, Castello, Montan, Pausa, Auer-Markt, Kaltenbrunn, Kalditsch und San Lugano im Val di Fiemme (Fleimstal) in Südtirol
- 1927/28: Entwurf für den Bau eines deutschen Theaters in Brünn (mit Emil Tranquillini)
- 1929: Entwurf eines neuen Rathauses in Gablonz (mit Emil Tranquillini)
- 1930: Projekt für den Bau des Allgemeinen Renteninstituts in Brünn, Burešova 20 (mit Vinzenz Baier)